# Star Ocean: Integrity and Faithlessness
Star Ocean: Integrity and Faithlessness nebo také Star Ocean 5: Integrity and Faithlessness (japonsky スターオーシャン5 -Integrity and Faithlessness-, Sutá Óšan Faibu Integuriti ando Feisuresunisu; česky doslova: Hvězdný oceán: Zásadovost a proradnost) je akční sci-fi RPG hra, kterou vyvinula společnost tri-Ace a vydala společnost Square Enix. Pátý díl této série vyšel v roce 2016 pro videoherní konzole PlayStation 3 a PlayStation 4. Tento díl série her o cestování vesmírem Star Ocean se odehrává zhruba uprostřed času, jenž uplynul mezi druhým a třetím dílem, zhruba 170 let po skončení druhého dílu na podvyvinutém světě Faykreed IV, jenž se stal dějištěm boje mezi Pangalaktickou federací a říší Kronos.

## Popis hry
Koncepce pátého dílu série je podobná předešlým, avšak nějaké změny a novinky přinesl.
Nejvýznamnější změnou je, že hráč v této hře má k dispozici partu až sedmi herních postav, jež se mohou zapojit do bitvy, a ovládá jednu z nich dle svého výběru, zatímco o ostatních šest se stará umělá inteligence. Bitva probíhá stejně jako v předešlých dílech v reálném čase, avšak odehrává se přímo v dotyčném herním světě a nikoliv v uzavřené aréně jako v předešlých dílech. Tím pádem je i přechod do bitvy plynulý. Bitva tedy začíná, jakmile se poblíž objeví nepřátelé. V boji hráč bojuje s mečem či jinými zbraněmi v závislosti na hrané postavě, nebo se symbologií, která se na světě Faykreed IV nachází ve své unikátní variantě Signeturgie (anglicky signeturgy) a jednotlivá kouzla se nazývají signet neboli znamení aplikované na kůži člověka, aby mohl dotyčné kouzlo používat.
Hra také obsahuje schopnost tvorby předmětů, avšak zde je k dispozici prostřednictvím menu při stisknutí tlačítka pauzy, na rozdíl od čtvrtého dílu, kde hráč musel pro tvorbu předmětů vyhledat dílnu. Tvorba se dělí na tři skupiny: Tvorba předmětů, syntéza a zvětšení. Syntéza umožňuje hráči rozebrat předmět na komponenty a pak z nich složit úplně jiný předmět na základě kritérií kvality a množství příměsi. Zvětšení je podobné až identické schopnosti syntézy z předešlých dílů.
K dispozici jsou též privátní akce, jež hráč spouští v každém navštíveném městě na speciálním místě, odkud se jednotlivé postavy rozutečou. Na mapě je poté vyznačena postava s možností interakce prostřednictvím privátní akce a hlavní postavě pak stačí okolo ní jen projít, aby se spustila. Dialogy s dalšími postavami mohou ovlivnit množství bodů náklonnosti nebo poskytnou odměny ve formě rolí, jež lze naordinovat v dalších bojích. Další privátní akce se mohou odehrát na pevných bodech v krajině. Body náklonnosti na konci hry ovlivní závěrečné scénky o jednotlivých postavách.

## Herní postavy
Zde je seznam hratelných postav. Do bitvy lze vzít nanejvýš sedm z nich.
Hlavní postavy:
- Fidel Camuze (フィデル・カミューゼ – Fideru Kamjuze)

Dabing: Kaito Išikawa (japonsky), Max Mittelman (anglicky)
Jedná se o hlavního hrdinu hry Star Ocean: Integrity and Faithlessness. Tento mladý 23letý bojovník z vesnice Sthal slouží jako stráž v této příhraniční obci království Resulia. Jeho otec ho učil zacházet s mečem, avšak před lety se oba vzdálili. V průběhu příběhu se Fidel měnil ve vyzrálého bojovníka, ochraňujícího druhé. Bojuje s mečem.
- Miki Sauvesterová (ミキ・ソーヴェスタ – Miki Sóvesuta)

Dabing: Nao Tójamaová (japonsky), Eden Riegelová (anglicky)
Fidelova 18letá kamarádka z dětství a svým způsobem nevlastní sestra, neboť se jí ujal Fidelův otec po smrti jejích rodičů na mor. Přes rodinné neštěstí je Miki vždy pozitivní člověk. Pro boj je obdařena signetem léčení, poměrně vzácnou technikou.
- Victor Oakville (ヴィクトル・オークヴィル – Vikutoru Ókuviru)

Dabing: Júiči Nakamura (japonsky), Crispin Freeman (anglicky)
Jedná se o 32letého vojáka království Resulia a žáka Fidelova otce. Má hodnost kapitána a slouží ve speciální jednotce zvané „Královi vyvolení“ (anglicky King's Chosen). Kvůli tomu, že své mládí strávil vojenským výcvikem, není moc společenský, avšak v boji šermuje mečem znamenitě.
- Fiore Brunelliová (フィオーレ・ブルネリ –Fióre Buruneri)

Dabing: Aja Endóová (japonsky), Aimée Castleová (anglicky)
25letá signeturoložka pracující pro Královský výzkumný ústav Signeturgie v Langdauqu. Co se týče signetů, patří mezi nejlepší na světě a její znalosti předčí dokonce i znalosti dostupné v Pangalaktické federaci. Ačkoliv je vědkyně, nebojí se bojovat s využitím magie-Signeturgie.
- Emmerson T. Kenny (エマーソン・Ｔ・ケニー - Emáson T Kení)

Dabing: Džuniči Suwabe (japonsky), Christopher Corey Smith (anglicky)
41letý voják Pangalaktické federace ze slavného rodu Kennyů. Je kapitánem vesmírné lodi Charles De Goale a byl vyslán na misi vyšetřit, co se děje na světě Faykreedu IV, kde se nakonec přidal k Fidelově partě. Jedná se o křížence člověka s pozůstatky genetické výbavy nedianů, neboť je vzdáleným potomkem Clauda D. Kennyho a Reny Lanfordové, protagonistů druhého dílu. Po Reně zdědil modré vlasy. Často inklinuje k alkoholu podobně jako jeho prapraprababička Ilia Silvestriová z prvního dílu. Rád flirtuje a stává se mu, že řekne věci nevhodným způsobem v nevhodnou dobu. Bojuje s kuší.
- Anne Patriceaniová (アンヌ・ペトリシアニ – Annu Petorišiani)

Dabing: Ajumi Fudžimuraová (japonsky), Erica Luttrellová (anglicky)
Emmersonova 28letá podřízená z paluby lodi Pangalaktické ferderace Charles de Goale, kde slouží jako první důstojnice pro výzkum a analytička. Také žehlí na navštívených světech Emmersonovy přeřeky. Bojuje holýma rukama.
- Relia (リリア – Riria)

Dabing: Jui Oguraová (japonsky), Tessa Nettingová (anglicky)
12letá holčička s bílými vlasy, kterou se Fidel zavázal chránit. Má unikátní schopnosti, neboť představuje živou zbraň schopnou ovládat ty nejkomplikovanější dovednosti symbologie. Kolem ní se točí celý konflikt na Faykreedu IV. Bojuje symbologií, avšak není hratelná, ačkoliv se po velkou část příběhu nachází ve Fidelově partě.
Vedlejší postavy:
- Daril Camuze (ダリル・カミューゼ – Dariru Kamjuze)

Dabing: Rjótaró Okiaju (japonsky), Roger Jackson (anglicky)
Fidelův 49letý otec. Jakožto voják resulijské armády s hodností majora cvičil Fidela v jeho dětství v boji s mečem, avšak kvůli službě býval málokdy doma, posledních pět let vůbec. Syna více kritizoval, než chválil, a tak mezi nimi vznikla propast. Nakonec ocenil, že Fidel vyspěl v muže.
- Feria (フェリア – Feria)

Dabing: Jui Oguraová (japonsky), Tessa Nettingová (anglicky)
12letá holčička s bílými vlasy, dvojče Relii, které se od sebe liší jen tím, že Feria má kratší účes. Má též unikátní schopnosti, neboť představuje živou zbraň schopnou ovládat ty nejkomplikovanější dovednosti symbologie. Konflikt na Faykreedu IV se točí i kolem ní.
- Welč Vínyardová (ウェルチ・ビンヤード – Weruči Binjádo)

Dabing: Tomoe Hanbaová (japonsky), Melissa Fahnová (anglicky)
Welč se nachází ve městě Myiddok, kde se snaží protlouct jako začínající vynálezkyně. Fidelovi zadává během privátních akcí nepovinné úkoly, jež se týkají shánění vzácných surovin nebo porážky nepřátel. Za odměnu poskytuje partě různé dovednosti ohledně tvorby předmětů. Členy party nazývá asistenty a čísluje je. Například Fidel je pro ni Asistent 1.

## Příběh
Hra se odehrává v daleké budoucnosti v roce 537 S.D. (S.D. je anglicky Space Date – vesmírné datum; odpovídá roku 2623) na zaostalém světě Faykreed IV, jenž se nachází 6000 světelných let od Země, a je chráněn zákonem UP3, který zakazuje obyvatelům vyspělých světů navštěvovat nerozvinuté.
Fidel Camuze, velitel stráží Sthalu, ráno trénoval boj s Tedem, kamarádem z dětství. Ten pověděl, že v hlavním městě panuje strach z banditů a zlých netvorů. Na pochůzce potkali Miki, kterou dlouho neviděli, jež spatřila několik podezřelých postav pozorovat od skály vesnici. Bylo jasné, že se jednalo o eitalony, nechvalně proslulé bandity, a tak Fidel varoval starostu. Kvůli nim musel Fidelův otec před pěti lety opustit Sthal, aby učil obyvatele království Resulia sebeobraně. V noci eitaloni skutečně zaútočili a bitva probíhala až do úsvitu.
Po výhře Fidel navrhl požádat krále o posily a vydal se do hlavního města s Miki. Cestou se k nim přidal resulijský voják Victor Oakville, jenž jim slíbil schůzku s představiteli armády, ale bez záruky. Přespali v příhraničním městě Myiddok, kde se Victor ráno potkal s langdauqskou signeturoložku Fiore Brunelliovou, kterou její král nedávno vyslal na pomoc Resulii, a měl ji doprovodit do hlavního města. Cestou vysvětlil situaci, že Resulia válčí se západní říší Trei'kur, jež nedávno vyvinula mocné dalekonosné zbraně, silnější než resulijské signety, a situace nevypadá dobře. V hlavním městě se Fidel a Miki setkali s otcem Darilem, jenž zamítl jejich žádost o pomoc. Přiměl je vrátit se domů a připravit se na další boj. Armáda totiž připravuje protiútok a potřebují všechny. Victor aspoň Fidelovi poradil zkratku. Fidel se s Miki vracel s nepořízenou a cestou je přepadli další eitaloni. Boj přerušil aerodynamický třesk, vycházející z letícího kouře, občas se mihly kovové hrany, a celá tato neviditelná krabice havarovala nedaleko úkrytu eitalonů.
Oba se rozhodli prozkoumat trosky, kde narazili na téměř neviditelnou kovovou stěnu. Stěna se náhle otevřela a zevnitř se vypotácelo malé děvče Miki přímo do klína. Zevnitř vyběhli dva vojáci v podivných uniformách a požadovali vrácení dítěte. Na Fidela mířili palnou zbraní a vypukl nerovný souboj, kdy na něj vojáci stříleli paprsky. Boj ukončilo děvče, jež se probralo z mdlob a mocným kouzlem oba vojáky zmrazilo. Miki se divila, že její signet okamžitě poté zmizel z jejího čela, pak dívka opět omdlela. Fidel ji vzal do náručí a vrátili se k večeru do Sthalu, jenž byl předešlou noc opět napaden eitalony, ale obyvatelé se ubránili za cenu značných ztrát. Dívku vzal Fidel domů a ráno podal starostovi hlášení.
Jaké bylo jeho překvapení, když ve starostově kanceláři spatřil Victora a dva jeho podřízené z jednotky Králových vyvolených, které Daril vyslal na misi k ochraně obyvatel mimo frontovou linii. Victor navrhl zaútočit přímo na úkryt eitalonů k jejich eliminaci navždy. Trojice vojáků s sebou chtěla vzít Fidela, ale bez Miki. Svou účast si musela vyvzdorovat. Na místě určení vyčkali na dalšího Victorova agenta, provádějícího průzkum. Ten našel tajný vchod, avšak uvnitř nikdo nebyl. Vedení zdejší buňky eitalonů totiž uniklo jiným tajným východem a po jeho nalezení spatřili několik eitalonů, jejichž vůdce na ně mířil stejnou palnou zbraní, jakou měli ti dva záhadní vojáci z dřívějška. Fidel už zbraň znal, a tak ostatním radil být neustále v pohybu a nestoupat přímo před ni. Po bitvě poražený vůdce eitalonů přepadl přes útes do vodopádu spolu se zbraní. Druhý den ráno se vrátili do Sthalu, kde je přivítali vděční obyvatelé.
Malá dívka se již probrala, ale pamatovala si jen své jméno Relia. Fidel se rozhodl Fioře ukázat Relii, aby rozluštila její mizící signet na čele, což bylo jediné vodítko, jak ji dovést zpět k její rodině. Požádal Victora, aby zařídil schůzku s Fiore v hlavním městě. Zde Daril Victora vyhuboval za pozdní návrat a poslal ho zpět ke svému regimentu, sám se také chystal na frontu. Trei'kurci totiž přepadli pohraničí a obsadili území až k městu Sortevue, a tak chystají protiúder, účastní se i Fiore. Fidel, Miki i Relia se vydali na frontu, kde se Victor hlásil ke své jednotce. V bojích proti trei'kurským vojákům ve skalní úžině se trojici dařilo výborně, ale jakmile nalezli Fiore bojovat proti přesile, plánovali se stáhnout. Fiore to odmítla, jinak Sortevue padne. Boj se začal vyvíjet špatně, a tak Relia použitím záhadného signetu zmrazila všechny nepřátele v širokém okolí. Resulijští toho využili a zasadili nepříteli konečný úder. Zbytek trei'kurských vojsk se stáhl.
Relia opět omdlela a Fiore ji v úkrytu vyšetřila. Její moc se podobala signetu, ale nic tak mocného nikdy nespatřila. Chtěla se poradit s přítelem z Královského výzkumného ústavu Signeturgie v Langdauqu. Jejich rozhovor vyposlechl Daril, jenž vydal Fidelovi rozkaz doprovodit Fiore i Relii do Santeroule, hlavního města království Langdauq na východě, neboť porozumění Reliiny moci může být klíčem k ukončení tohoto konfliktu a k zabránění budoucích. Věděl, že bitvu vyhráli jen díky ní, a tak rozkaz vydal bez králova vědomí na vlastní zodpovědnost. Po cestě Fiore přemýšlela, jak Relia ke svému neviditelnému signetu přišla, neboť jsou převelice vzácné na dětech a ona i Miki mají signety dobře viditelné pod kůží. Navíc Reliina moc je mnohem komplexnější a efektivnější, než cokoliv znala, a dalece převyšuje její chápání.
V Myiddoku hodlali přespat, avšak museli zmizet oknem, jakmile zaklepala na dveře jejich pokoje neznámá osoba. Při nočním útěku si Miki všimla, že pronásledovatelé mají stejné oblečení jako ti dva vojáci, které tehdy Relia zmrazila, a došlo jí, že jdou jen po ní. Ve tmě překonali skalnatou hranici, kde je jejich pronásledovatelé přepadli díky teleportaci. Trojice vojáků požadovala Relii zpět, a tak vypukl boj, v němž vojáky chránilo silové pole, neutralizující všechny útoky Fidelovy čtyřčlenné skupiny. Zpovzdálí je sledovali další dva vojáci, kteří dálkově vypnuli štíty nepřátel, kteří dvojici proklínali s tím, že určitě nejsou zdejší. Po boji dvojice ve složení Emmerson a Anne požádala Fidela, zda se mohou připojit k jejich výpravě. Tvrdili, že též uprchli z Myiddoku.
Došli do Santeroule, města signet, kde Fiore šestici dovedla do Královského výzkumného ústavu signeturgie, kde mají vymoženosti jako signety ovládané otevírání dveří či signeturgický rozhlas. Mladý a nejtalentovanější královský signeturolog Ceisus potvrdil, že Relii signet neaplikoval nikdo z celého ústavu. Zatímco mu Fiore popisovala funkci jejího signetu, který se zviditelní jen při použití, Emmerson s Anne potichu diskutovali, že jsou vyspělejší, než si mysleli, a zdejší porozumění symbologie dosahuje stejné úrovně jako u nich. Ceisus nedokázal identifikovat Reliin signet, ani když ho Fiore nakreslila na papír, ale slíbil pomoc s jeho analýzou. Poslal je najít vodítka v Pradávném institutu. Emmerson se divil, že tam nejsou vědci, ale jen stráže u brány, a tak Fiore vysvětlila, že celý komplex už představuje pouze gigantický archiv.
Fiore jim ukázala síň se zvláštním elektronickým zařízením, kde se Relii udělalo špatně, ale řekla, že tu bolest zvládne. Síň jí totiž připomněla domov a na Fidelovu výzvu vzpomenout si třeba na rodiče si vybavila jen písek, který si nevyklepala z bot a dostala za to vynadáno. Fiore se domnívala, že její rodiče musí být též vědci, protože písek a prach jsou úhlavními nepřáteli experimentů. Emmersona napadlo, zda Trei'kur je pouštní národ, neboť se dříve doslechl o jejich tajné laboratoři. Překvapená Fiore o ničem takovém neslyšela, ale Anne poznamenala, že o ni neví, jelikož s Trei'kurem nemá Langdauq žádné diplomatické styky. Může se jednat o přísně tajnou základnu na vojenské experimenty. Fidel navrhl najít Victora, aby je dostal za frontovou linii do Trei'kuru. Relia vyjádřila přání dovědět se o sobě více.
V Resulii zavládl neklid. Na hradě si je vyslechl Victor, jenž jim popsal druhou bitvu u Sortevue, kterou drtivě prohráli a nepřítel stojí téměř před branami hlavního města. Parta souhlasila, že pomůže bránit metropoli, avšak Anne potichu umravňovala Emmersona, že jejich účast bude neetická. Zakrátko nepřítel zaútočil na západní bránu v počtu 5000 vojáků po velením velitele Der-Suula. Fidelova parta, poprvé v sedmi lidech, útočila na nepřítele v ulicích města a během boje Emmerson mumlal, že už má jistotu, že se někdo vměšuje do zdejších záležitostí. Anne ale neočekávala, že dotyční rozdají své vyspělé zbraně místním. Obránci města nazývali palné zbraně nepřítele „lesklá pálka“ (gleaming stick), a tak byl boj proti Trei'kurským, které podpořili eitaloni, velmi těžký.
Nakonec narazili na skupinu, která je přepadla dříve v Myiddoku. Emmerson fázovkou (vylepšená laserová pistole) střelil jednoho z nich, ač Anne protestovala, že porušil zákon, i když oni tak učinili první. Během přestřelky Emmerson nabádal rozdělit se a krýt se a veliteli nepřítele došlo, že proti nim stojí někdo z Pangalaktické federace, neboť byla řeč o UP3. Emmerson na něj zavolal, že nic neporušil, do války na podvyvinutém světě zasáhl první přece Kronos. Velitel Kronosanů vulgárně kontroval, že si jen přišli pro Relii. Jakmile Emmerson spatřil kronoskou vesmírnou loď nad městem, odhodil zbraň s tím, že si mohou Relii vzít, když ihned odejdou a ponechají zdejší konflikt běžet přirozeným způsobem. Fidel vyběhl z úkrytu, že Relia zůstane, a chtěl znát, co je ta velká věc na obloze. Emmerson pošeptal, že jsou bez šance na úspěch, takže se zatím musí podvolit. Ostatní členové party obestoupili Reliu, vesmírná loď vystřelila paprsek na jednu z městských věží a silná exploze a další arogantní řeč kronoského velitele ostatní přesvědčila. Relii však ne, ta aktivovala signet a v bílé záři zmizela i s celou Fidelovou partou teleportací. Velitel Kronosanů se vztekal a nařídil pročesat okolí.
Parta se ocitla na severu v zasněžených horách Sohma. Zatímco Fidela zajímalo zdraví Relii, Emmerson s Anne probíral, jak vůbec dokázala teleportovat bez potřebného zařízení. Fiore měla jasno, že za tím stál signet. Victor hory znal, neboť zde vyrůstal, Miki nedovolila Emmersonovi přiblížit se k Relii, neboť ji chtěl vydat nepříteli a nechce říct vše, co ví. Emmerson potají odesílal dálkově nějaké rozkazy a Relia později náhle prohlásila, že poznává zdejší vrcholky. Horský hřeben se totiž nacházel blízko hranic s Trei'kurem, ale dál to Victor neznal. Emmerson lhal, že cestu zná díky signetům, což Fiore považovala za nesmysl a ptala se obou, kdo doopravdy jsou. Podezřívavý byl i Victor kvůli Emmersonově palné zbrani podobající se nepřátelské. Ostatní přidali další pochybnosti, například proč Annu, znalkyni signet, nikdo v Královském výzkumném ústavu signeturgie neznal. Spory ukončil Fidel moudrou řečí, že ví, že oba skrývají něco, o čem nemohou volně mluvit, ale Relii dosud zachránili už několikrát. Dříve od nich potají zaslechl, že kvůli ní porušili nějaký svůj zákon, a tak vyvodil, že ochrana Relii je pro ně důležitější než dodržet zákon, a proto jim věří a půjdou přes hory do Trei'kuru.
Victor se musel vrátit k vojsku, tak cestou dál pokračovali v šesti, kde je opět přepadl velitel Kronosanů s dobře vyzbrojenou jednotkou, jenž žádal pro jistotu o další posily. Velitel kronoské vesmírné lodě ho však informoval, že do soustavy vnikly tři federální lodě, které vzápětí teleportem vyslaly posily Emmersonovi. Velitel Kronosanů je obvinil z podvádění a znovu žádal vydání kronoského majetku, Relii. Během boje se Emmerson a nepřítel vzájemně vyslýchali, co dělá ten druhý na Faykreedu IV, a že to vyvolá válku. Velitel Kronosanů postřelil Miki a Relia reagovala signetou bariéry kolem ní. Po bitvě Anne zjistila, že Miki trpí vážnými vnitřními zraněními a tachykardií. Kývla na Emmersona, zatímco federální posily vykřikly, že tím poruší UP3. Anne pokračovala, že Miki je jediná léčitelka v partě a tento svět nedisponuje prostředky, jak jí pomoci. Fidel se rozčílil, zda ji hodlají nechat umřít? Anne po chvilce mlčení prohlásila, že jedinou záchranou je moderní vybavení de Goala. Emmerson se tedy ptal, zda chce porušit UP3, Anne dodala, že rovnou prvního paragrafu, prvního odstavce. Emmerson tedy dálkově vydal pokyn k přemístění všech na vesmírnou loď Charles de Goale.
Miki ihned na ošetřovně doktoři stabilizovali, ale uzdravení potrvá několik dnů. Anne odvedla zbytek na můstek a ve výtahu odpovídala na otázky, na které směla bez újmy na UP3 odpovědět. Charlese de Goala nazvala jen lodí, velice vyspělou. Fiore zajímalo, zda jsou z Hadama'alu, jelikož na Vestielianském kontinentu takto vyspělá civilizace není. Anne odpověděla, že o jejich vlasti nikdy neslyšeli. Fiore to vzala s klidem, že je čeká ještě hodně objevování, a považovala za čest být zde jako jediná z Královského ústavu signeturgie. Emmerson je přivítal na můstku a na monitoru ukázal mapu Trei'kuru, odkud pochází „slečna hvězdný svit“ Relia. Na mapě vyznačili pouštní oblast, odkud jsou dle Relii popisu vidět zasněžené vrcholky hor. Nenašli žádné elektromagnetické stopy, tudíž budou muset oblast prozkoumat osobně.
Po teleportaci zkoumali okolní poušť, kde našli neviditelnou bránu, kterou Anne odmaskovala a odemkla. Relia vnikla rychle dovnitř a poznala, že je doma. Anne zarazila podoba základny s prostorami Královského výzkumného ústavu. Emmerson se s Anne dohadovali, co zde Kronosané studovali, ale už jen existence této základny znamenala porušení protokolu. Ve žluté síni si Relia vzpomněla na své přátele, na hračky a na svou sestru. Anne byla přesvědčená, že jde o pozorovací místnost, a pokusila se získat nějaká data z počítačové konzole. Fidela zarazilo, že zde nenarazili na nikoho, ale jakmile se Anne dotkla konzole, přemístily se k nim robotické stráže. Po jejich porážce Anne zjistila, že byl spuštěn odpočet autodestrukce, dle Emmersona ke zničení důkazů i nepřátel. Teleportace na Charlese de Goale nefungovala, tak se probili ven a přemístili se na vesmírnou loď těsně před výbuchem.
Získaná data museli nejprve analyzovat, aby zjistili, co tam Kronosané vyváděli. Emmerson cestou na ošetřovnu Faykreeďanům vysvětlil, že pocházejí z vesmíru z Pangalaktické federace, od jedné z hvězd na obloze, zatímco Kronos pochází od jiné a z pohledu obou je Faykreed IV též jen světlo na noční obloze. Samotný název Faykreed je pangalaktický pojem, pro obyvatele je to neznámý pojem. Pangalaktická federace a Kronos v minulosti podepsali protokol, dle kterého nesmí jeden pronikat na území druhého a do neutrální zóny. Nedávno ale zjistili, že Kronosané potají pronikli na Faykreed IV a dostali úkol to vyšetřit. Fidela zajímalo, co to má společného s Reliou. Dle Emmersona žila v té vybuchlé základně a dle Anne byla jen testovacím subjektem k experimentům. Fiore suše dodala, že bezpochyby kvůli signetům. Emmerson prohlásil, že jejich cesta dalece přesahuje původní záměr najít její rodiče.
Uzdravená Miki se vřele přivítala s Relií a Emmerson požádal, aby Relii ponechali v péči Pangalaktické federace. Dle Anne udělají Kronosané, kteří jsou zhruba stejně technologicky vyspělí jako Pangalaktická federace, vše k jejímu dopadení a na Faykreedu IV nebude nikdy v bezpečí, navíc jakmile Kronosané zjistí, že je pryč, přestanou útočit na jejich vlast. Relia se rozhodla se zůstat na lodi s Emmersonem. Nastal čas loučení a všechny Faykreeďany až na Relii poslali domů. Fidel s Miki vyjádřili vděk, zatímco Fiore nadhodila, že jednou svými vědeckými objevy vytře jejich Pangalaktické federaci zrak.
Krátce poté se přiblížily zamaskované kronoské lodě, když míjeli Faykreed V, jež vystřelily celkem 16 torpéd. Emmerson nařídil sestřelit nepřátelská torpéda, ale dva zásahy Charlese de Goala snížily účinnost štítu o skoro polovinu. Lodě Akagi a Nimitz, doprovázející Charlese do Goala, dopadly tak, že první jmenovaná se úspěšně vyhnula torpédům, zatímco Nimitz přišel o štíty i o hyperpohon. Nepřítel začal komunikovat. Emmerson, vědom si, že všechny tři jeho lodě jsou jen vědecké stanice, nařídil vypnout hyperpohon své lodi. Kontaktoval je Aaron, kapitán kronoské válečné lodi Darivolos a Emmerson reagoval promptně, že je Relia jejich. Hyperpohon dvou jeho lodí je příliš poškozen, a tak požaduje, aby dovolil jeho mužům opustit sektor na jediné nepoškozené lodi. Aaron nechal provést sken a warpový pohon dvou ze tří skutečně nefungoval. Dovolil posádce dvou lodí opustit sektor, ale Emmersonovi Kennymu a jeho lidem nikoliv, přesunou se na Darivilos. Vydal jim příkaz stát, než se přiblíží na dosah transportu, pak je znovu kontaktuje.
Emmerson vydal Nimitzu rozkaz evakuovat se na Akagi a stáhnout se na Vzdálenou stanici 5, zatímco posádce Charlese de Goala nařídil vyčkat v záchranných modulech na rozkaz k přemístění na Faykreed V. Anne a první důstojník Delacroix s Emmersonem zadali sekvenci autodestrukce přetížením hyperpohonu s nasměrováním výbuchu na nepřátelské lodě. Dále naprogramovali únikové moduly unikat v opačném směru vůči nepřátelům a autopilota malého vesmírného letounu tímtéž směrem, dále připravili přesun sebe, Anne i Relii na tento letoun riskantně hned po brzdění z plné rychlosti, zatímco Delacroix se připojil k ostatním u záchranných modulů. Anne přes pochybnosti vše provedla a zadala souřadnice teleportu tak, aby zobrazily Darivolos. Znovu je kontaktoval Aaron, aby se přesunuli. Emmerson ho požádal, zda by nepřiletěli ještě blíže, neboť nemají dost energie. Zároveň dal rozkaz záchranným modulům opustit loď, neboť zbývalo 20 sekund. Aaron jen nadával, když mu došlo, že byl podveden.
Přesunuli se s Relií na letoun a pozorovali výbuch Charlese de Goala. Emmerson se se svou lodí jen smutně rozloučil a letěli zpět na Faykreed IV, kde Fidel na noční obloze také spatřil mohutnou explozi a „padající hvězdu“. Přistáli v horách Sohma, zamaskovali letoun a Emmerson vysílačkou kontaktoval kapitána lodi Akagi, jež byla již na cestě na Vzdálenou stanici 5. Kapitán již podal žádost k mobilizaci pro záchrannou misi, jež dorazí za několik dnů. Emmerson též jeho prostřednictvím podal žádost o přidělení modelu G, což kapitán Akagi považoval za absurdní, neboť ještě neabsolvoval ani zkušební let. Pak chtěl prodiskutovat ještě něco závažného, ale vypadl signál. Relia poté zmizela, Kronosští ji teleportovali na svou loď. Anne si vyčítala přehlédnutí sledovacího zařízení, dle ní mohly explozi přežít dvě lodě, ale značně poškozené, a tak nebudou schopny dostat se ze soustavy.
Mezitím Fidel hlásil Victorovi původ „lesklých pálek“ (gleaming stick) a Kronosanů, a zajímalo ho, jak dopadla bitva. Jakmile se Relia teleportovala, přišli Trei'kurci o „zázračné“ zbraně a armáda Resulie si už s nimi hravě poradila. Nyní plánují odvetnou výpravu do východního Trei'kuru. Fidel, Miki i Fiore se hodlali zapojit také. Plán byl rozdělit armádu na dvě části. Hlavní část vedl major Daril Camuze k přímé zteči, zatímco Victorova jednotka pronikne do týlu a zaútočí zezadu. Jakmile bylo vše připraveno, dostal Fidel zprávu od rozvědky, že Trei'kurci i eitaloni dostávali pomoc od téže organizace, jejichž vůdce nazývali „generálem“ a všichni se ho báli. V průběhu bitvy se k Fidelově partě připojili Emmerson s Anne, ale bez Relii. Stálo proti nim daleko méně vojáků s fázovkou (lesklými pálkami), a tak se snadno probojovali do stanu velitele Der-Suula, zatímco armáda Darila Camuze decimovala hlavní síly nepřítele.
Po bitvě Emmerson přiznal, že nedokázal ochránit Relii, a Anne přiznala, že nemají loď ani informace, kde se Relia nachází. Fidela ujistili, že záchrana Relii má nejvyšší prioritu. Fiore napadlo, že na něco přijdou mají-li data z vybuchlé základny. Anne je stále měla u sebe, a tak provedla analýzu na místě. Za dvě hodiny zjistila, že se zde nachází druhá kronoská základna, kde se zabývali symbometrií. Fioře vysvětlila, že Pangalaktická federace ovládá symbologii, podobnou vědu jako signeturgie. Systematizaci a vědecké zkoumání symbologie nazývají symbometrií, avšak v porovnání s Kronosem jsou v této oblasti pořád začátečníky zhruba na faykreedské úrobni, tedy jejich objevy nedovede zanalyzovat. Navrhla ale skombinovat své znalosti s Fiořinými, mohou tak najít nějaké vlny, jež kronoské symbologické nástroje neodhalí, k odhalení polohy druhé základny. Fiore souhlasila jen kvůli Relii, avšak celý proces trval celou noc.
Byly úspěšné a nalezly stopu na břehu řeky Aysoughk v neobydleném místě Trei'kuru. Vydali se místo prověřit a hledali neviditelnou stěnu. Nalezený vstup byl jen výtah, tak vyhledali nedaleko zamaskovaný nouzový východ. Zatímco Anne hledala středobod zdroje optické kamufláže, bojoval zbytek s kronoskými vojáky, kteří se teleportovali před vchod. Uvnitř našli vzorky vyvíjených příšer, uvězněnou kopii Relii a počítačový terminál, kam se Anne nabourala a hledala Relii. Bojovali s dalšími kronoskými vojáky, zatímco Anne prolamovala zabezpečení systému, neboť tato základna byla důležitější než první. Relia se nacházela o patro níže. Miki si všimla jejího zkráceného účesu a osobnost se jí vrátila do stavu bez vzpomínek, jako když ji viděli prvně. Miki tedy navrhla se znovu seznámit a Anne zničila její sledovací zařízení. Venku se o Relii radili a Miki napadlo, že se o ni přestanou Kronosané zajímat, když z ní nechají v Santeroule signet odstranit výmazem (expunction). Relia poprvé po osvobození promluvila, že si „nepřejeme ani trochy té moci.“
Odpočinuli si na dobytém území, kde se v noci potkali Fidel s otcem Darilem, jenž ocenil starost syna o Relii. Pak náhle zavětřil něco podezřelého a požádal Fidela, aby s Victorem provedl průzkum. Trei'kurští, vedení Der-Suulem, provedli útok na resulijskou základnu. Der-Suul byl sice poražen, ale signet ohně namířil na Relii. Ta utíkala, ale ochránil ji svým tělem Daril. Obklopili je další trei'kurští vojáci, vybavení fázovkami, a situace byla neřešitelná. Darila s Relií vzal Der-Suul do zajetí a požadoval po Resulijcích, aby se stáhli zpět na své území. Miki se obviňovala, že nedávala na Relii víc pozor, a Fidel se pustil do pronásledování na opuštěné popraviště, kde zajatce našli ve vězení. Daril vykřikl, že vlezli do pasti. Byli obklíčeni a Der-Suul nařídil zabít všechny, což se nezdařilo. Daril žádal Der-Suula, aby se vzdal, avšak ten pokynul dosud skrytým střelcům zastřelit Relii. Daril jejich úmysl vystihl a ochránil ji znovu svým tělem, ale dostal čtyři smrtelné zásahy. Der-Suul pak nařídil ústup. Miki ho zoufale léčila signetem a Fidel žádal Emmersona, aby ho vyléčili podobně jako předtím Miki, avšak to nyní nebylo možné. Darilova poslední slova byla „chránit“ a ukazoval na Relii. Fidel pak jen mrtvému otci poděkoval za vše.
Trei'kurští později znovu napadli resulijskou základnu, ale Fidel klečel u otcovy rakve. Nakonec se po domluvě od Miki připojil a znovu se utkal s Der-Suulem, kterého porazil. Der-Suul si před svou smrtí posteskl, že ho Kronosané přestali zásobovat zbraněmi. Pomsta byla dokonána a Fidel si uvědomil si, že by si jeho otec nepřál dlouhé oplakávání. Victor mu předal otcův meč a sedmice se vydala do Santeroule. Cestou Emmersona kontaktovala záchranná mise, jež ho varovala před Kronosany, kteří dorazí dříve. Emmerson tedy doufal, že výmaz zafunguje a dají Relii pokoj. Zařízení na výmaz bylo rozbité, a tak museli vyhledat jiné v Pradávném institutu. Cestou je přepadli Kronosané, vedení generálem Almou, kteří právě dorazili do soustavy. Spolu ním se teleportovala i Relia, která okamžitě poznala svou sestru Ferii ve Fidelově partě. Generál Alma je nazval imbecily, že to nepoznali, a Ferii představil jako počátek nového světového řádu. Navrhl Fidelovi výměnu dívek, avšak Miki i Fidel Ferii bránili svými těly, jež reagovala signetem zmražení. Alma včas nařídil aktivovat neutralizér a rozeznal Fidela jako katalyzátor projevení její moci a ke zvýšení jejího potenciálu. Zmocnil se Ferii a vysmál se Fidelovi, že jeho ušlechtilý akt mu poskytl data, která potřeboval, pak zmizel s oběma dívkami i s vojáky teleportem pryč.
Kronoská loď opustila soustavu, takže se vydají ji pronásledovat, jakmile dorazí jejich nová loď. Faykreeďané se chtěli připojit, avšak Emmerson jim vysvětlil, že dle UP3 se pak už nikdy nevrátí domů. Faykreeďané si následující den uspořádali své záležitosti. Fidel s Miki zavzpomínali na dětství, na morovou ránu, na její adopci Darilem. Miki chtěla, aby ji už nepovažoval za sestru, ale za něco víc. Fidel ji uchopil za ruku a vyzval k návratu do Santeroule za ostatními. Victor málem dorazil pozdě vinou procedury rozvázání služby v armádě, avšak první důstojník Delacroix si ho všiml a teleportoval ho na nového Charlese de Goala také. Victor si zvykal na moderní zařízení vesmírné lodě, která na rozdíl od předešlé byla plnohodnotnou válečnou lodí. Kronosané unikali do soustavy Omphalos warpovou rychlostí 14,3, avšak Charles de Goale měl maximální warpovou rychlost 12,9, tedy byl o více než polovinu pomalejší. Emmerson tedy zkusil experimentální gravitační warp a kontaktovali dr. Kruppa na Vzdálené stanici 5, jenž nápad zamítl a povolil jen warpovou rychlost 11. Byl však šokován z rychlosti nepřítele. Dle získaných dat ze základny za tím stála symbometrie, kdy čerpali převážně z feykreedské signeturgie. Krupp si prohlédl data a vyžádal si konzultaci s Fiore, místní znalkyně, jež navrhla kontaktovat Ceisa.
Emmerson vyslal Anne s Fiore k Ceisovi do Santeroule, jenž rychle nalezl řešení. Dle dr. Kruppa museli přeprogramovat ovládací software a aplikovat příslušné symboly fyzicky na gravitační warpovou jednotku. K provedení aplikace se nabídla Fiore, i když tak složité a komplexní signety nikdy neaplikovala a teprve začala studium složených signet. Ve strojovně po zdlouhavé aplikaci obklopilo proud částic velké množství symbolů. Fiore i přes značnou únavu chtěla vidět výsledek své práce. Na můstku započal Krupp dálkově zkušební provoz gravitačního warpu, nejprve na warpovou rychlost pět, pak až na patnáct. Krupp pogratuloval Emmersonovi k nejrychlejší lodi Pangalaktické federace a nabídl Fioře pracovní místo. Teoreticky mohli zrychlit na šestnáct, avšak současná rychlost k dohnání nepřítele stačila.
Po přiblížení vydal Emmerson rozkaz zasáhnout tak, aby nezničili pohon nepřítele. Po opuštění hyperprostoru čelili střelbě, avšak štíty vydržely a opětovali palbu, avšak všechna torpéda zasáhla bez účinku. Stejně dopadl i druhý útok, a tak Anne navrhla vyzkoušet účinnější kvantová torpéda. Vypálili kvantová torpéda spolu s protonovými, aby přiměli nepřítele je podcenit. Kronosanům vyřadili štíty i pohon, ale hrozila kolize kronoské lodi s asteroidem, proto ji vlečným paprskem odtáhli mimo asteroidové pole a Emmerson nařídil vyslat průzkumnou jednotku na jejich palubu. Šestici čekaly tvrdé boje, ale zjistili, že jedna ze sester je na palubě. Kapitán lodi na Relii mířil zbraní a vyhrožoval, avšak Victor se vkradl do týlu a hbitě Relii vytrhl z rukou nepřátel. Kapitán před svou porážkou vyhrožoval, že bude válka. Relia se s radostí shledala s Fidelem a souhlasila s plánem zachránit Ferii. Teleportace na Charlese de Goala se nezdařila a Kronosané potají zadali autodestrukci, takže unikli v malém letounu, kterou pak málem zasáhla exploze, avšak Delacroix stihl aktivovat štít tak, aby ochránil Charlese de Goala i letoun.
Emmerson s Anne se pak dohadovali, co dál, neboť Kronos bude určitě požadovat Relii zpět. Emmerson si ulevil, že by věci byly jednodušší, kdyby Relii nikdy nestvořili, což ale slyšela a rozhodla se spáchat sebevraždu. Fidel s Miki se ji snažili přesvědčit, aby si to rozmyslela tím, že jestli opravdu skočí z výšky, on také, protože by nedokázal žít bez té, kterou se zavázal chránit. Relia se rozplakala a Emmerson se jí omluvil. Vybavili si, že kapitán kronoské lodě zmínil rozkaz, aby Relii také dali do letounu, a tak Feria musela zůstat v nezničené základně na Faykreedu IV. Vrátili se tedy na místo, ale nemohli se dostat dovnitř, protože zesílili zabezpečení. Přesto se tam nakonec dostali teleportací díky hlavnímu počítači Charlese de Goala až do třetího patra k terminálu, kde byli napadeni. Po boji potkali vědkyni Raffine, kurátorku oddělení živých vzorků, která jim slíbila, že je zavede za Ferií. Mohou jí věřit, protože ani jeden vědec zde nepracoval dobrovolně. Řekla, že pustit obě sestry by nic nevyřešilo, neboť po nich vždy někdo půjde, ať už Kronos, nebo Pangalaktická federace. Fiore chtěla vědět, zda stvořili také ta monstra, což Raffine přiznala. Přepadly je robotické hlídky, protože ředitel základny uhodl jejich záměr.
Utkali se s nezničitelnou mantikorou, ale porazili ji, jakmile Relia neutralizovala symbolem její léčení, aby ochránila Fidela, neboť mantikora útočila jen na něj. Bitvu pozorovali generál Alma, Feria a ředitel základny Thoras. Alma pochválil Emmersona za záchranu Relii, dělá čest rodu Kennyů. Thoras pochválil Fidela za potřebná data z bitvy ohledně časoprostorové symbologie. Anne bylo jasné, že Kronosané celou záchranu Relii narafičili a během bitvy s mantikorou snímali její vjemy, když použila symbol. Alma tedy kvůli tomu obětoval celou posádku té lodi. Thoras prozradil, že dosud mají jen dva vzorky, ale připravují masovou výrobu podobných dívek. Parta byla tímto klonovacím plánem zděšena, ale generál Alma se smíchem dal příkaz k teleportaci pryč. Do místnosti přišli další dva vědci, které Relia poznala jako své rodiče. Přesněji ty, kteří jí dělají rodiče.
Reliin „otec“ Christophe vysvětlil, že kronoská symbometrie dalece převyšuje znalosti Pangalaktické federace a zkoumali zde symboly, fyzicky ovlivňující uspořádání časoprostoru. Kvůli možné válce plynoucí z prvního kontaktu Kronosu s Pangalaktickou federací před 16 lety začali ve velkém zkoumat možnosti, jak pomocí časoprostorových symbolů udělat z živého tvora zbraň, a tak byly založeny dvě základny na Faykreedu IV k modifikaci zdejší fauny. V roce 526 S.D. byl Kronos přinucen k deklaraci o vytyčení neutrální zóny. S takovým tvrzením Emmerson nesouhlasil, neboť v zájmu míru jsou nejprve potřeba stanovit základ pro další jednání. Reliina matka nesouhlasila, neboť Kronos byl vojensky slabší a neměl jinou možnost než deklaraci přijmout. Christophe přiznal, že u bezpočtu testovacích subjektů uspěli s aplikací symbolu jen u dvojčat Relii a Ferii. Jenže nad výzkumem brzy poté převzala kontrolu část armády a ta jim rozkázala vypustit nestvůry ven proti místním lidem a sbírat data s tím, že to pomůže v boji proti Pangalaktické federaci. Věděli, že je to špatné, a tak se později odhodlali zorganizovat Reliin útěk ve vesmírné lodi, té, která havarovala nedaleko Sthalu, neboť ji dal Thoras sestřelit. Generál nyní hodlá využít veškerá data z jejich snažení o záchranu Relii k projevu plného potenciálu Feriiny moci a vědci si všimli, že přítomnost dvou vojáků federace generála znervózněla. Raffine poprosila Fidelovu partu, aby zachránili Relii a Ferii od jejich osudů posloužit jako zbraně. Christophe předal Fidelovi čipovou kartu k odemčení budovy známé jako Signesilica, kde byla prvně objevena signeturgie. Pak pochopí, proč si Kronosané vybrali Faykreed IV. Nastalo loučení Relie s rodiči navždy, neboť brzy bude zničena i tato základna a oni s ní.
Sedmice se teleportovala zpět na Charlese de Goala a pustila se do pátrání po generálu Almovi. Anne hledala Signesilicu a našla ji tím, že ta budova blokovala všechny frekvence skenu. Měla extrémně silné štíty. Signesilica byla obří budova v horách, kam se kdysi dostal geniální vědec Palafytos, jenž rozluštil pradávné písmo a adaptoval ho ke kouzlení signet. Anne objevila elektronické zabezpečení vchodu, a tak zkusila vložit kartu. Relia vběhla dovnitř, kde se nacházela obří síň, připomínající asteroid plující vesmírem. Relia si vzpomněla, že tu už byla a běžela k velkému kulatému zařízení. Emmerson s Anne to připomnělo Bránu času na planetě Styx, a toto nebyla žádná atrapa. Kulatá brána se aktivovala a ukázala snímky z celé jejich cesty až sem i vzpomínky Relii. Ta pověděla, že není jako ostatní děti a byla stvořena jako ničitelka. Fidel ji vytrhl ze smutku tohoto zjištění, že slyšel o mnoha lidech s tragickým osudem, i horším než jejím, a záleží hlavně na jejích volbách a nikoliv na okolnostech narození. Relia všem poděkovala, že se sem dopracovala s jejich pomocí, avšak Feria nikoho nemá.
Anne cestou ven přemýšlela, jak se takový objekt na tomto světě objevil. Venku je kontaktoval Delacroix, že se blíží čtyři kronoské lodě, nepatřící Almovi. Na palubě Charlese de Goala je kontaktoval prezident centrální kronoské vlády Mutal, aby je informoval, že generál Alma a mnoho důstojníků přerušili veškeré styky s vládou a zběhli. Mutal ujistil, že Kronos neplánuje vypovídat protokol o neutrální zóně, naproti tomu generál Alma shromáždil své loajalisty k provedení puče a jeho nedodržování protokolu byla jedna z jeho intrik. Mutal prostřednictvím Emmersona požádal Pangalaktickou federaci o vojenskou pomoc k potlačení vzpoury. Victorovi se nelíbilo, že budou spolupracovat s nepřítelem, kterého by měli snadno porazit, avšak Emmerson vysvětlil, že nepřítel je jen generál Alma. Když by válčili s tak mocnými zbraněmi bez rozmyslu, zavinili by smrt stamilionů, proto odmítal, že by šlo o zbabělost. Kdyby jeho svět byl vyspělý, chápal by to.
Za sedm hodin prezident Mutal a jeho doprovod dorazili na Faykreed IV a zároveň přišla odpověď od nejvyššího velitele Pangalaktické federace Deana, že bezpečnostní rada vyhoví kronoské žádosti o pomoc s přednostním využitím nenásilných metod. Charles de Goale byl v tu chvíli nejblíže ke kronoskému teritoriu, a proto byl Emmerson jmenován vyslancem. Federální flotila dorazí pozdě, proto začnou sami. Mutal tedy Emmersonovi prozradil úkryt generála Almy. Proti celkem pěti lodím bude stát deset největších bitevníků Kronosu v rukách Almy. Cestou Emmersona kontaktoval sám Alma, že se těší na duel se slavným Kennym, avšak ten chtěl vyjednávat. Alma to považoval za vtip a urážku, neboť je federace jen připraví o suverenitu. Emmerson odpověděl, že Pangalaktická federace nikdy nepřijímá nové členy proti jejich vůli. Alma hrozil, že Pangalaktická federace je vládnoucí mafie, a proto poslouží jako pokusný morče pro jeho objevy časoprostorové symbologie. Jejich mrtvá těla poslouží k vyhlášení Nového Kronosu. Emmerson po skončení rozmluvy doporučil partě odpočinout si před závěrečným bojem.
Těsně před cílem se Emmerson a Mutal pokusili ještě jednou vyjednávat s Almou, jenž Mutala obvinil, že vede kronoský lid do otroctví, a proto zničí Pangalaktickou federaci i slabou kronoskou vládu „zrádců“. Emmerson reagoval tak, že Mutal svou loď měl držet v bezpečné vzdálenosti. Při bitvě byla jedna z kronoských vládních lodí zničena a další dvě vážně poškozené, a tak zůstal Charles de Goale sám proti přesile nepřítele, jenž přišel jen o jednu loď. Emmerson zamítl Victorovo doporučení stáhnout se, protože by tím jen dali nepříteli čas. Fidel navrhl ignorovat ostatní lodě a jít jen po Almovi a sebrat mu Ferii. Avšak Almu na asteroidu kryl silný štít. Anne přišla s teorii, že štít může být zrušen Relií, s tréninkem by byla schopná vyřadit kompletně celé zařízení z provozu. Ta si na to však nevěřila, a tak jí Fidel připomněl sestru. Emmerson šel do boje s partou a přenechal velení Delacroixovi. S Anne se shodl, že kdyby Relia skutečně dokázala vyřadit celé zařízení, byla by nepřemožitelná, a proto tento symbol Kronosané studovali, ale funguje pouze na živých bytostech. Měli štěstí, že se Fidelovi povedlo Relii přimět, aby se otevřela.
Účinek symbolu byl narušen Ferií, jež produkovala silové pole. Dle Anne bude rušení tím slabší, čím blíže bude Relia k cíli, a proto pokračovali vpřed jen v malé stíhačce. Fiore Relii nabádala soustředit se na svůj signet po celou dobu letu s vědomím, že není sama, a pomohla jí se zkoncentrovat. Při průletu byl díky tomu štít v mžiku zničen. Victor si všiml hangáru v asteroidu s otevřenými dveřmi. Uvnitř je rádiem generál Alma chválil za zničení štítu časoprostorové symbologie, ale nyní jim hodlal ukázat pravé mistrovství. Opodál je překvapil Thoras se svými ještě vyspělejšími symbologicky upravenými monstry, jedním z nich byla naklonovaná Feria, zatím jediná. Po její porážce se na monitoru objevil generál Alma se skutečnou Ferií, aby vynadal Thorasovi za ztrátu perfektního klonu. Dal mu však poslední šanci a časoprostorovým symbolem jeho tělo sjednotil s hrůznou příšerou podobající se masožravé kytce. Symbolem přesunul Thorase i celou Fidelovu partu do uzavřeného prostoru paralelního vesmíru. Thoras pochválil svou novou podobu i moc, s níž dobude celý vesmír.
Po jeho porážce se opět na monitoru ukázal Alma, jak se Emmersonovi líbí chaotický vesmír jako místo jejich střetu. Pokračovali do trůnního sálu, kde byli Feria i Alma, jenž nařídil Relii vrátit se a Fidelovi připojit se na jeho stranu. Oba odmítli, a tak nařídil Ferii předat mu svou moc. Jenže ta vzdorovala, a tak Thorasův zástupce aktivoval symbol omezení vůle. Na Almu seslala neproniknutelný štít, složený z časoprostorových symbolů jiné dimenze. Alma se vysmál, že díky nim vyřešili neřešitelné problémy, jako vliv hormonů vylučovaných při pocitech lásky a důvěry, které nyní rebelští Kronosané replikovali uměle na Ferii, jejíž mysl díky tomu pevně ovládali. Fidešl vyzval Relii, aby myslela na svou vlastní budoucnost a na Ferii, a ta nasměrovala symbol na své dvojče, čímž ji vymanila z Almovy kontroly, kterému se okamžitě vypnul štít. Alma reagoval opětovným převzetím kontroly nad Ferií, aby použila nejnovější symbol. Šlo o replikaci signetu a Almu znovu obklopil štít, jenže ten po chvilce selhal, neboť se Feria sama vymanila z jeho kontroly. Thorasův zástupce varoval, že aplikace třetího symbolu by mohl zničit její duši, ale Alma trval na tom, aby to provedl. Nakonec ho Alma zabil dokonal dílo zkázy sám.
Spustil totiž symbol, kterým sjednotil své a Ferii tělo v mocnou létající nestvůru serafa, kde on byl vespod a řídil ji, zatímco Feria byla přikována nad jeho hlavou. Relia tentokrát odmítla zrušit symbolem jeho štít, aby neublížila sestře, a tak se Fidelova parta ocitla pod tlakem zkázonosných Almových symbolů na kolenou. Miki se obrátila na Relii, zda si přeje, aby její sestra takto zůstala napořád. Fidel s Relií jako jediní povstali a Fidel Ferii vyzval, aby se probudila a vymanila se opět z Almovy kontroly. Ta telepaticky požádala Relii, aby použila symbol a zabila ji. Alma začal ztrácet nervy z hrozící porážky. Fidel znovu namotivoval Relii důvěrou, jež ji přenesla na svou sestru. Dvojčata se rozhodla porazit Almu společně. Deaktivovaly mu štít a Almovi došlo, že Fidel, kterého dosud urážel výrazy typu mládě, byl skutečný nepřítel a nikoliv Emmerson. Fidel dodal, že kromě toho bude i jeho kat. V dalším boji serafa porazil. Umírající Alma hrozil, že je to konec Kronosu a Emmersonovi vyhrožoval odmítnutím z vyšší sféry. Alma se zcela rozpadl a zůstala jen umírající Feria, jež poděkovala Fidelovi s tím, že se sestrou udělala, co mohla. Poprosila ho, aby se nadále staral o Relii. Fidel slíbil, že Relii adoptuje jako svou dceru, aby prožila přes všechny hrůzy dobrý život. Poděkovala i Relii a vyzvala ji, ať vyroste v radostnou dívku, kterou ona sama nikdy nebyla a nebude. Relia se s ní chtěla obejmout, ale proletěla jen skrz ní, neboť Feria už setrvávala snad díky symbolu jen ve formě ducha a vyzvala ji, ať není smutná, bude žít dál v jejím srdci. Feria vyletěla nad svou sestru a vypařila se, jakmile svůj symbol vložila sestře na levou ruku.
Fidelova parta se vrátila zpět do své reality a Emmerson sepsal hlášení o úspěšné misi a o opětovném nastolení moci legitimní kronoskou vládou, ačkoliv dopady puče ještě přetrvávají. Vyjádřil přesvědčení, že Pangalaktická federace se nachází na rozcestí a musí si vybrat správnou cestu, jak dál. Ještě v témže roce 537 S.D. se Kronos oficiálně stal součástí Pangalaktické federace, která rovněž přijala důležité reformy. Co se týče Faykreedu IV, Pangalaktická federace až příliš ovlivnila tamní vývoj, avšak svět nebyl připraven, aby se mohl stát plnohodnotným členem, a proto dostal speciální statut protektorátu. Doporučil Victora jako generálního inspektora dozoru nad Faykreedem IV. Všichni Faykreeďané z Fidelovy party se přestěhovali na Zemi, neboť se dle UP3 nesměli vrátit na podvyvinutý svět, čehož si byli vědomi a přijali to bezpodmínečně. Miki začala na Zemi studovat vesmírné vědy, k čemuž měla dle Anne přirozený talent a znalosti signetů z původního domova byly výhodou. Brzdila ji neznalost pozemského písma. Victor odmítl dělat pangalaktického protektora svého světa a místo toho vstoupil do armády Pangalaktické federace na pozici vojenského instruktora. Toto postavení bylo bezprecedentním úspěchem člověka pocházejícího z podvyvinutého světa. Díky podpoře od dr. Kruppa byla Fiore přijata na pozici výzkumníka v nové laboratoři symbologické genetiky na Měsíční základně, kde pak o více než 200 let později došlo ke vzniku hlavních hrdinů třetího dílu. Laboratoř byla založena exkluzivně pro Fiore, neboť její znalosti předčily ty dosud dostupné, a tak se od ní očekávaly přelomové objevy. Anne i nadále působila jako první důstojnice pro výzkum a jako analytička u Emmersona, jenž byl povýšen do hodnosti admirála a měl dostat novou vesmírnou loď s dalším experimentálním pohonem. Fidel začal studovat vojenství, aby se dostal do sboru důstojníků nebo do posádky vesmírné lodě. Prozatím v pangalaktické armádě působí jako vojín.
Další závěrečné scény se odehrávají na vesmírné lodi a jejich přehrání závisí na vztazích Fidela s ostatními postavami:
- Emmerson se Fidelovi svěřil s únavou z práce na můstku, ale aspoň si může vybrat za poradce ženskou, jakou chce. Fidel mu děkoval za ukázání mnoha světů, o nichž nikdy ani nesnil. Emmerson přiznal, že nejprve o Faykreeďanech smýšlel jako o barbarech, ale přesvědčili ho o opaku, místo toho by se měl takto dívat spíše na některé své lidi. Fidel poznamenal, že bez něj by nikdy nedokázal ochránit Relii, a Emmerson, že nebýt něj, nikdy by se na ni nedokázal dívat jako nyní. Ocenil Fidelovy příkladné zásady. Vzal ho na můstek a nabídl mu v budoucnu místo v posádce, až uspěje s vyznamenáním na škole.
- Victor si s Fidelem povídal o tom, že zatímco Fidel se dívá do budoucna, Victor se ohlíží zpět. Nedokáže přestat myslet na Darila Camuzeho, na své rodné město, na své podřízené a na Resulii. Victor požádal Fidela o duel, jakmile skončí jejich aktuální mise, aby byl konečně schopen přetnout myšlenky na minulost a zapomenout na své selhání při smrti Darila, které odčiní tím, že Fidela naučí vše, co umí. Fidel výzvu přijal a potají se vrátili do Sthalu do arény, kde se pobili a slíbili si odvetu za rok.
- Relii zprvu hrozilo, že z ní Akademie věd Pangalaktické federace udělá znovu pokusné morče jako Kronosané, a tak Fidel s Miki plánovali její vysvobození. Fiore a dr. Krupp však vymysleli řešení, jak ji studovat i bez její přítomnosti, a tak jí bylo dovoleno žít s Fidelem. Kdesi na Zemi u řeky se oba chytili za ruce, přičemž jí zářil Feriin symbol na levé ruce a pronesla drahé sestřičce, že víc šťastná být nemůže.
- Fiore se Fidelovi svěřovala, jak byla nadšená už od prvního momentu, kdy se potkali, a nyní je nadšená z práce na symbologické genetice, kde dosud nedokázali objevit všechny možnosti signeturgie. Rozlehlost vesmíru i možností signeturgie jí motají hlavu, ale nedopustí, aby se její výzkum ubral špatnou cestou, neboť vyspělost neznamená, že si může dělat, co chce. Fidel připomněl Relii a doufal, že bude šťastná. Řekla mu, že je hodný, a proto téměř zapomněla na „něj“. O koho šlo, neřekla, ale žádala Fidela, aby s ní zůstal. V kajutě ji Fidel žádal o pomoc se svým studiem, avšak ta chtěla po přistání nakupovat a bavit se, a speciální doučování nechat na noc.
- Anne Fidelovi připomněla, že mise na Faykreedu IV byla nejtěžší, jakou kdy absolvovala, a nebýt jich, asi by si nepovšimli, že tam něco nehraje, a nechtěla pomyslet, co by se stalo pak. Poděkovala Fidelovi, že se díky jeho zásadovosti sama stala lepším člověkem a neuvažovala jen ve stylu mise splněna. Připomněla Faykreed, jeho rozmanitost a lidi jako on. V kajutě mu ochotně pomáhala a vysvětlovala probíranou látku z vojenské akademie. On ji chválil jako výbornou učitelku.
- Miki s Fidelem probírala rozlehlost vesmíru a co vše se naučili. Zážitky s lidmi, které znali na Faykreedu IV, se nyní zdají být dalekou minulostí. Miki mu sdělila, že kvůli bojům a ochraně Relii se od ní vzdálil, a tak si přeje, aby se jí opět věnoval a zůstali spolu navždy. V kajutě mu chtěla připravit svačinu a stěžovala si, že jen studuje, tak jí řekl, že nikdy nebude s takovým přístupem jak Anne. Byl natolik zabraný do studia, že neslyšel Miki zašeptat, že chce být jeho manželkou. Později oba šli na Zemi k řece i s Relií, jež Fidelovi poděkovala a chytila se s oběma za ruce. Zazářil Feriin symbol na levé ruce a pronesla drahé sestřičce, že víc šťastná být nemůže.

## Vývoj hry
Vývoj této hry byl poprvé oznámen veřejnosti 14. dubna 2015 v tehdejším vydání časopisu Famicú. Tvorba hry byla svěřena společností tri-Ace producentovi Šuičimu Kobajašiovi, režisérovi Hirošimu Ogawaovi a postavy navrhl designér Akira Jasuda.
Společnost tri-Ace se rozhodla pro tvorbu pátého dílu i přesto, že po vydání Star Ocean: The Last Hope se zaměstnanci vydavatele Square Enixu domnívali, že série byla již ukončena, neboť šéfproducent série Jošinori Jamagiši, jenž stál za prvními čtyřmi díly, oznámil, že se Star Ocean končí a s tri-Ace rozvázal spolupráci. Avšak Jamagišiho nahradil v této funkci Kobajaši, který se rozhodl pokračovat ve vývoji série, nejprve potají spolu se scenáristou Jošiharuem Gotandou. Kobajaši totiž cítil, že někdo po Jamagišim začít musí, protože nikdo jiný z respektu k Jamagišiho práci nebyl ochoten na sérii pokračovat, a tak se dle svých slov k tomu přinutil, jinak by to skutečně znamenalo konec série. Kobajaši též chtěl připravit další pokračování co nejdříve, neboť ho znepokojovaly slábnutí trhu s videoherními konzolemi a také sílící tlak ze strany Square Enixu a dalších videoherních vydavatelů k vývoji jednodušších her pro mobilní telefony. Za takových podmínek by vývoj dalšího pokračování po delší době pro sérii, jež by už upadala v zapomnění, byl téměř nemožný. Se svým záměrem nakonec uspěl a přesvědčil Square Enix, jenž později oznámil vydání hry i pro severoamerický trh.
Kobajaši uvedl, že usiloval, aby tato hra měla v sobě esenci třetího dílu Star Ocean: Till the End of Time. Adekvátně k tomu bylo upravené i logo hry. Hra byla vyvíjena primárně pro konzoli PlayStation 3 s tím, že verze pro PlayStation 4 bude port. Verze pro PlayStation 3 byla nakonec vydána pouze pro japonský trh, neboť v okolním světě se trh s hrami pro PlayStation 3 již značně zmenšil. Na otázku, proč hru vyvíjeli jen pro PlayStation 3 a 4, Kobajaši odpověděl, že produkt cílil převážně na věrné fanoušky původních her série, a tudíž to znamenalo vydat hru na těchto dvou konzolích. Verze pro oboje herní konzole se od sebe odlišují jen v technických záležitostech. PlayStation 4 nabízí větší snímkovou frekvenci a vyšší rozlišení než PlayStation 3. Verze pro PlayStation 3 byla odložena o několik týdnů oproti původně oznámenému datu vydání, neboť si optimalizace hry pro tuto konzoli vyžádala více času.
Při vývoji se kvůli zaměření na věrné fanoušky série dbalo na fakt, že ti budou již spíše starší, a proto byl hlavní protagonista Fidel starší než hlavní hrdinové dřívějších dílů. Kobajaši připustil, že hra by mohla zahrnovat i stahovatelný obsah (DLC), avšak bylo od toho upuštěno z důvodu konzervativnosti starších hráčů hrajících na konzolích, kteří upřednostní v budoucnu spíše šestý díl. V průběhu vývoje hry došlo ke změně oblékání Miki, která byla podle původního návrhu jen spoře oděná a bylo jí vidět na spodní prádlo. Dostala tedy méně křiklavé šaty, aby se předešlo negativním reakcím ze strany západního světa, který nepřijímá náctileté postavy v provokativním oblečení. Další změna proběhla při ladění kvality produktu ve scéně, kdy se Miki potkala s Relií a poplácala ji po hlavě. Toto gesto by západní svět též nepřijal a bylo tedy též změněno.
Zvláštní zřetel byl věnován bojovým scénám, které se z průzkumu prostředí přepínají do bitev okamžitě při spatření nepřítele v téže lokaci a nikoliv v oddělené aréně. Byly odstraněny náhodné bitvy a vyladěn pohyb kamery, aby hráč viděl na nepřátele z nejlepšího možného úhlu pohledu. Vývojářský tým se držel principu, že hra by neměla být přerušována, pokud to není vyloženě nutné. Z tohoto důvodu se ve hře vyskytuje jen velmi málo přidaných filmových videí (cut scén), aby bylo docíleno kompaktního vyprávění a herního požitku.
Po vydání hry se objevila možnost, že by byla hra vydána i pro PC na platformě Microsoft Windows. Kobajaši vysvětlil, že úprava hry by byla snadná díky použitému enginu ASKA, avšak navrhnout ovládání hry bez ovladače pro konzole PlayStation 3 nebo 4 by bylo velmi obtížné. Proto se rozhodli vydání hry pro PC oddálit. Dosud však k vydání PC verze nedošlo.

## Hudba
Hudbu pro pátý díl série složil japonský skladatel Motoi Sakuraba, jenž vytvořil hudbu i pro všechny čtyři předešlé díly Star Ocean a pro mnoho dalších her z dílny tri-Ace.
Ve hře jsou ve značné míře použity melodie, jež znějí v dřívějších dílech, nejvíce z Till the End of Time.
Soundtrack ke hře vyšel samostatně v kolekci 4 CD dne 20. června 2016 s názvem Star Ocean 5 Integrity And Faithlessness Original Soundtrack [CD]. Obsahuje celkem 72 sklateb